# Сидоровский сельский округ (Московская область)
Сидоровский сельский округ — упразднённая административно-территориальная единица, существовавшая на территории Одинцовского района Московской области в 1994—2006 годах.
Сидоровский сельсовет был образован в первые годы советской власти. По данным 1919 года он входил в состав Перхушковской волости Звенигородского уезда Московской губернии.
В 1921 году к Сидоровскому с/с были присоединены Санниковский и Суминский с/с, но уже в 1922 году они были выделены обратно. В 1923 году эти сельсоветы были вновь присоединены к Сидоровскому.
В 1924 году Сидоровский с/с был включён в состав Кобяковского с/с, но в 1927 году он был восстановлен.
В 1929 году Сидоровский сельсовет вошёл в состав Звенигородского района Московского округа Московской области. При этом к нему был присоединён Кобяковский с/с.
13 июля 1951 года к Сидоровскому с/с было присоединено селение Сумино Тарасковского с/с Наро-Фоминского района.
28 марта 1956 года из Сидоровского с/с в Петровский с/с Наро-Фоминского района было передано селение Сумино.
7 декабря 1957 года Звенигородский район был упразднён и Сидоровский с/с был передан в Кунцевский район.
28 июля 1960 года в связи с упразднением Кунцевского района Сидоровский с/с был передан в восстановленный Звенигородский район.
1 февраля 1963 года Звенигородский район был упразднён и Сидоровский с/с вошёл в Звенигородский сельский район. 11 января 1965 года Сидоровский с/с был передан в новый Одинцовский район.
16 августа 1966 года в Сидоровском с/с к селению Кобяково был присоединён комендантский посёлок на 45-м километре Минского шоссе.
3 февраля 1994 года Сидоровский с/с был преобразован в Сидоровский сельский округ.
В ходе муниципальной реформы 2004—2005 годов Сидоровский сельский округ прекратил своё существование как муниципальная единица. При этом все его населённые пункты были переданы в городское поселение Голицыно.
29 ноября 2006 года Сидоровский сельский округ исключён из учётных данных административно-территориальных и территориальных единиц Московской области.